# Партия мёртвых

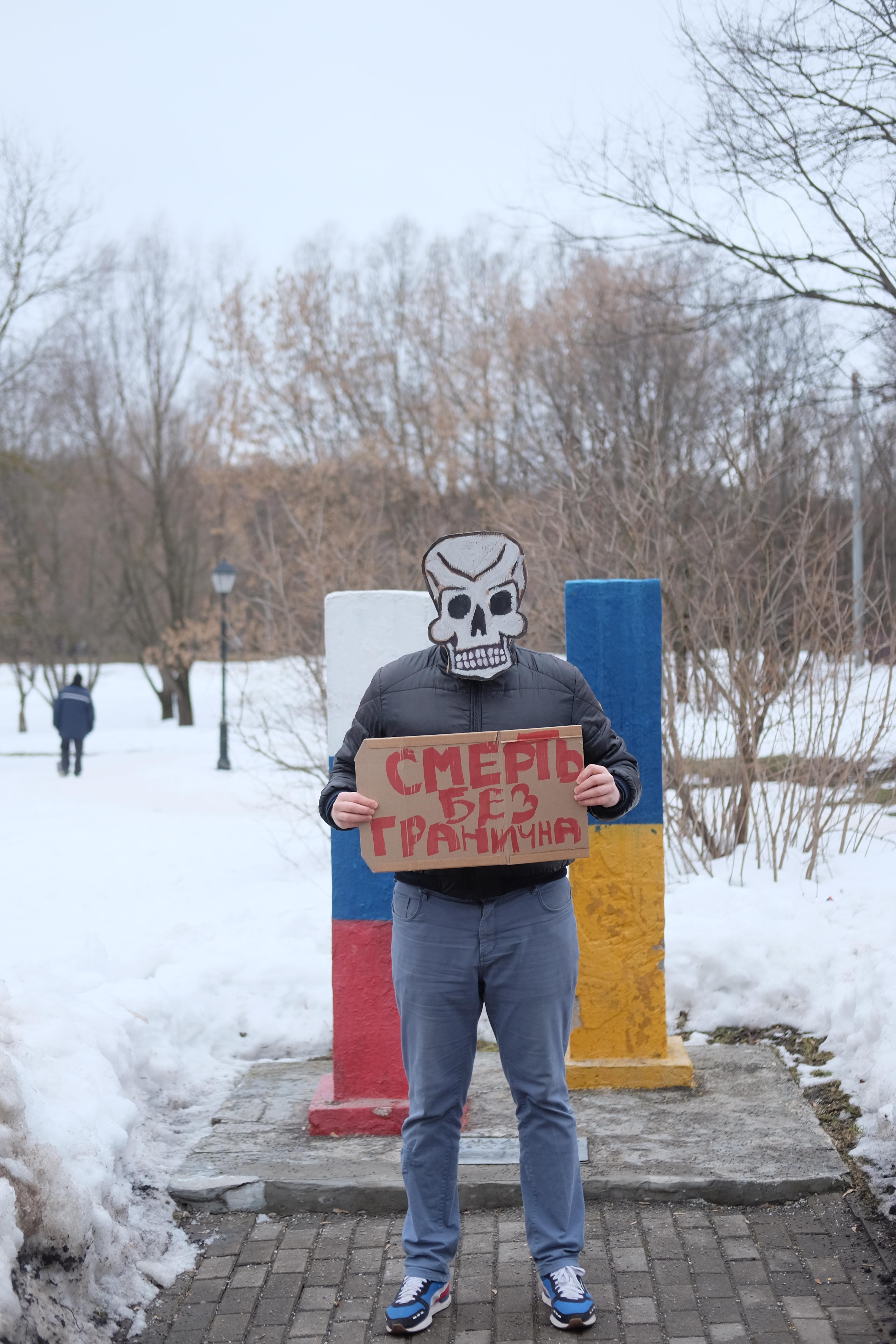
Активист «Партии мёртвых» с транспарантом. Москва, 23 февраля 2022 года

«Партия мёртвых» — российский художественный проект, занимающийся арт-активизмом. Создан в 2017 году участниками арт-группы {родина} и художником Максимом Евстроповым.

## Предпосылки
На постсоветском пространстве можно отметить несколько похожих художественных проектов, носивших схожее наименование и имевших общие элементы художественной концепции. А именно «Партия мёртвых Латвии», «Партия мёртвых» Эдуарда Лимонова, НБП и «Партия мёртвых» московской художницы Лены Хейдиз. Так, в одном из интервью художник Максим Евстропов отмечал, что идея его «Партии мёртвых» отчасти «также пародия на НБП».

### «Партия мёртвых Латвии»
Была учреждена рижскими арт-активистами из объединения «Красный оркестр» в 1998 году. Из-за близости активистов к Национал-большевистской партии, иногда «Партия мёртвых Латвии» ошибочно называется арт-проектом НБП. Теодор Нетте был назван «локомотивом Партии мёртвых», а одной из задач партии было его выдвижение на пост президента Латвии на ближайших выборах.

#### «Партия мёртвых Латвии» и НБП
Впоследствии «Партия мёртвых Латвии» проявила активную солидарность и соучастие с акциями Национал-большевистской партии. Так, в городе Даугавпилс местными активистами распространялись предвыборные листовки «Партия мёртвых. Список № ноль», сообщавшие о намерениях партии баллотироваться в Даугавпилскую городскую думу. Среди заявленных кандидатов партии были Борис Савинков, Роман Унгерн, Владимир Маяковский, Василий Чапаев, Сергей Эйзенштейн, Томмазо Маринетти, Эрнесто Че Гевара, Андреас Баадер, Ясир Арафат, Юрий Гагарин, Алистер Кроули, Бенито Муссолини, Нестор Махно, Яков Блюмкин и Ли Харви Освальд. По утверждению активистов, каждый из партийцев уже продемонстрировал «свою компетентность словом и делом» и выгодно отличается от действующих депутатов, «что дурят наивных обывателей ради заполучения вожделенных мандатов».

#### «Партия мёртвых» Эдуарда Лимонова
Чуть позже создатель Национал-большевистской партии и писатель Эдуард Лимонов опубликовал несколько книг, объединённых общим подзаголовком «Книга мёртвых». В этих книгах также появилось понятие «Партии мёртвых», сходное с тем, которое было заложено активистами «Красного оркестра». В данных книгах Лимонов опубликовал эссе, посвящённые деятелям прошлого, которые вызывают у него уважение.
Термином «партия мёртвых» в НБП именовался список погибших членов партии, в который включены, например, Юрий Червочкин, Андрей Сухорада и многие другие. Некрологи публиковались в газете «Лимонка» в рубрике «Memento mori. Партия мёртвых».

### «Партия мёртвых» Лены Хейдиз
«Партия мёртвых» московской художницы Лены Хейдиз был учреждена в 2010 году. Основным информационным ресурсом партии стал блог художницы в «Живом журнале», а в основу «политической программы» был положен манифест «Жанр VERITAS в изобразительном искусстве», написанный художницей в 1995 году. Деятельность партии носит, в основном, виртуальный характер, а объектами деятельности являются художественные работы, в основном изобразительного искусства, создаваемые самой художницей. Хотя наибольшую активность партия Хейдиз проявила только в 2020 году, записав несколько видеороликов об истории «Партии мёртвых». Последние заявления об активности «Партии» относятся к 2020-му году.

Художница очень ревностно относится к авторству идеи «Партии мёртвых» и неоднократно заявляла публично, что именно она вдохновила членов НБП на создание их художественного проекта, а художник Максим Евстропов украл у неё идею партии. 
Идея партия проста — защита прав умерших, чтобы, например, без согласия родственников СМИ не публиковали фото умерших тел — вообще! Например, теракты или ДТП — кто и кому дал право снимать погибших и опубликовывать фотографии обезображенных тел? Я считаю, что такими действиями нарушаются права умерших, что прежде чем публиковать фотографии погибших, нужно получить согласие их родственников. У умерших тоже есть права, и их надо отстаивать с помощью ещё живущих.

Из интервью с Леной Хейдиз

## «Партия мёртвых» Максима Евстропова

### История
Проект появился в 2017 году. Он был создан участниками арт-группировки {родина}, которые заинтересовались политической ситуацией в России и захотели проводить политические мероприятия. По словам представителя проекта, «Партия мёртвых» была создана в результате размышления над акцией «Бессмертный полк», в которой люди участвуют с портретами мёртвых — родственников, погибших во время Второй мировой войны. Эта акция — изначально низовая инициатива — со временем превратилась в официальное государственное мероприятие, что, по мнению активистов «партии», стало «попыткой присвоения мёртвого со стороны государства и милитаристской идеологии», использованием «Бессмертного полка» «в целях оправдания милитаристской политики, агрессивной политики смерти».

### Описание
С идеологической точки зрения участники проекта — анархисты. Политолог и преподавательница НИУ ВШЭ Марина Сухова считает, что благодаря этому участникам «нет смысла осуществлять политическую борьбу в институциональном русле — то есть регистрировать партию и пытаться избираться в представительные органы». По её мнению, организация скорее всего продолжит существовать в качестве арт-проекта, хотя в западных демократических странах такие организации иногда входят в политическую деятельность, как произошло, например, с немецкой анархистской организацией Bergpartei, die Überpartei, которая от художественных акций перешла к участию на выборах.
Как утверждают представители, в России смерть политизирована — например, в списках избирателей оказываются мёртвые, а голос мёртвых — это голос радикального равенства.

### Акции
Представители проекта традиционно выходят на акции, скрывая лица за масками в форме черепов. Они соблюдают анонимность, что, по словам их представителя, «помогает оставаться более-менее в безопасности». Акции, проводимые проектом, тематические, связанные с развешиванием листовок или проведением одиночных пикетов с плакатами.

#### Некропервомай
1 мая 2018 года участницы проекта провели акцию «Некропервомай», выйдя на первомайскую демонстрацию с плакатом «9 стадий разложения вождя», изображающим последовательные этапы прорастания травы через портрет Путина. Одну из участниц задержали и оштрафовали на 150 тысяч рублей. Данная акция пародирует традиционные первомайские шествия и проводится ежегодно.

#### Некрозоопикет
Длящаяся акция, начатая в августе 2020 года. Как было заявлено на партийных информационных ресурсах: «на помощь тем, кто не может, приходят мёртвые звери, рыбы и птицы, особенно птицы. мёртвые мышата покидают праздничные парадные пирамидки, незаметно ползут прямо под ноги майоров, которые думают, что не споткнутся […] теперь и они — мёртвые — а, значит, беременные революцией». Результатом данной акции являются фотографии, на которых рядом с трупами животных размещаются самодельные транспаранты.

#### Ситуационные пикеты
Ряд пикетов и акций, проведённых «Партией мёртвых», носят ситуационный характер. Например, посвящённый насилию над животными в цирке, повышению пенсионного возраста или изменению Конституции Российской федерации или очередным выборам.
Осенью 2018 года представитель проекта выходил на протест против пенсионной реформы в России с плакатом «Жизнь трудна, но, к счастью, коротка» и был оштрафован на 17 тысяч рублей за несогласованную с властями акцию.
В 2020 году активисты «Партии мёртвых» проводили «некропикет» на кладбище в знак протеста против поправок в российскую Конституцию, используя лозунги «Да, смерть! Да, поправки!», «За Конституцию — не чокаясь» и «Поправки — что мёртвым припарки».
В ноябре 2021 года участники проекта пикетировали против ликвидации общества «Мемориал» с лозунгом «Не помним, не знаем, можем повторить».

#### Антивоенные акции
22 февраля 2022 года, после признания Путиным ДНР и ЛНР, активисты «Партии мёртвых» вышли на антивоенный протест на Пискарёвское кладбище в Санкт-Петербурге в плакатами «Мёртвым война не нужна», «Мало им трупов» и «Российское могущество прирастать будет могилками». Как отмечают активисты, они опасались начала войны, а такое место для акции выбрали потому, что месяцем ранее Путин возложил там венок к монументу «Матери-Родины» и активисты хотели «изгнать его оттуда, чтобы вернуть это кладбище мёртвым».
По словам Максима Евстропова, после 24 февраля у партии появилось много новых анонимных сторонников. «Часто мы о них совершенно ничего не знаем. И мы без понятия, где всё это происходит, кто эти люди. Они просто нам присылают фотографии, мы их публикуем с какими-то пояснениями», — говорит художник.
7 марта 2022 года участники проекта провели на одном из кладбищ Санкт-Петербурга акцию против вторжения России на Украину, посвящённую военным потерям России, выступив с плакатами «Своих не бросаем (только их трупы)», «Матери! Ваши дети — фейк» и «Русские русских не хоронят». Активисты назвали свою акцию реакцией на то, что российские власти мало ценят жизни граждан России и других стран.
После Пасхи 2022 года, 28 апреля в паблике партии «ВКонтакте» появились четыре фотографии с кладбища. На них человек в маске и чёрном плаще держит в руках плакаты: «Россия воскреснет свободной», «Хватит воевать. Русские солдаты не воскреснут», «Христос воскрес, а срочник нет» и «Хватит воевать. Мирные жители не воскреснут». Позже стало известно, что из-за этих фотографий против активистов возбудили уголовное дело об «оскорблении чувств верующих». В сентябре в рамках этого дела у участницы группы и нескольких других художников провели обыск.
9 мая 2022 года «Партия мёртвых» провела масштабную международную акцию, приуроченную к традиционному празднованию Дня Победы.
В декабре 2022 года стало известно, что МВД РФ объявило основателя партии Максима Евстропова (уехавшего из России после начала войны) в федеральный розыск.

### Комментарии
1. ↑  Акция со схожим посылом была проведена «Партией мёртвых» в предвыборную кампанию в России в 2021 году[8].
2. ↑  Непосредственно с вынесением в название стала пятая книга цикла: «Книга мёртвых-5: Партия мёртвых».
3. ↑  Отсылка к тексту песни «Мы лёд под ногами майора» группы «Гражданская оборона».